# Instytut Fizjologii i Żywienia Zwierząt im. Jana Kielanowskiego Polskiej Akademii Nauk
Instytut Fizjologii i Żywienia Zwierząt im. Jana Kielanowskiego Polskiej Akademii Nauk jest instytutem naukowym będącym jednostką Wydziału Nauk Biologicznych i Rolniczych Polskiej Akademii Nauk. Siedziba Instytutu mieści się w Jabłonnie koło Warszawy.
Instytut został powołany w 1955 r., a jego twórcą, organizatorem i długoletnim dyrektorem był prof. Jan Kielanowski, którego imię Instytut nosi od 1990 r. Obecnie dyrektorem Instytutu jest dr hab. Andrzej Herman, profesor instytutu.
W Instytucie prowadzone są badania podstawowe i prace rozwojowe w zakresie fizjologii żywienia zwierząt, metabolizmu i wykorzystania składników pokarmowych oraz substancji aktywnych biologicznie zawartych w paszach, a także w zakresie neuroendokrynologii, endokrynologii wzrostu, rozwoju i rozrodu zwierząt gospodarskich i laboratoryjnych. Ważny obszar stanowią badania nad symbiotycznymi mikroorganizmami zasiedlającymi przewód pokarmowy zwierząt przeżuwających oraz badania dotyczące rozwoju struktury i funkcji przewodu pokarmowego u zwierząt nowo narodzonych.

## Kadra
Instytut zatrudnia pracowników naukowych (profesorów; profesorów uczelnianych; adiunktów; asystentów), inżynieryjno-technicznych oraz administracyjnych.

## Struktura
Instytut podzielony jest na 3 zakłady oraz laboratorium:
- Zakład Żywienia Zwierząt[2]
- Zakład Fizjologii Zwierząt[3]
- Zakład Inżynierii Genetycznej[4]
- Laboratorium Dużych Modeli Zwierzęcych.

W obrębie Zakładu Żywienia Zwierząt funkcjonuje dodatkowo Laboratorium Analizy Bariery Ochronnej Przewodu Pokarmowego.

## Historia
Instytut został powołany w 1955 r. do prowadzenia badań o charakterze podstawowym nad fizjologią, żywieniem i endokrynologią zwierząt gospodarskich. Twórcą, organizatorem i długoletnim dyrektorem Instytutu był Profesor Jan Kielanowski, którego imię Instytut nosi od 1990 r.
Dyrektorzy Instytutu:
- Jan Kielanowski (1955–1974)
- Stanisław Buraczewski (1974–1986)
- Bernard Barcikowski (1987–1990)
- Teresa Żebrowska (1990–1999)
- Romuald Zabielski (1999–2003)
- Jacek Skomiał (2003–2011, 2015–2019)
- Tomasz Misztal (2011–2015)
- Andrzej Herman (2019– )

## Wydawnictwo
Instytut jest wydawcą anglojęzycznego czasopisma naukowego Journal of Animal and Feed Sciences, w którym publikowane są oryginalne prace, dokumentujące wyniki badań podstawowych i rozwojowych oraz artykuły przeglądowe z zakresu fizjologii, żywienia, hodowli, genetyki i biotechnologii zwierząt oraz paszoznawstwa.
Czasopismo wydawane jest kwartalnie i wszystkie artykuły dostępne są bezpłatnie na stronie internetowej czasopisma jafs.com.pl. Czasopismo indeksowane jest między innymi w Journal Citation Reports. W 2019 roku przyznano mu impact factor (IF 2019) 1,150 (pięcioletni impact factor – 1,054).
Instytut jest również wydawcą zaleceń żywieniowych dla zwierząt gospodarskich (np.: świń, drobiu) oraz monografii naukowych o tematyce żywieniowej i fizjologicznej.